# Danny Padilla
Danny Padilla, född 3 april 1951 i New York, USA, är en amerikansk kroppsbyggare. Även kallad för The Giant Killer på grund av hans kortväxthet och fantastiska förmåga att besegra mycket längre konkurrenter.
Padilla började styrketräna i Rochester, New York redan som sjuåring efter har sett sin äldre bror och kusin lyfta vikter tillsammans.
Som 18-åring var han redo att konkurrera, han vann Mr. Rochester tävlingen 1970, samtidigt gick han i gymnasiet.